# TS 엔터테인먼트의 음반
이 문서는 TS 엔터테인먼트에서 발표한 음반 목록이다.

## 2000년대
- 2008년 10월 10일 언터쳐블 - [Digital Single] It's Okay[1]
- 2009년 1월 8일 언터쳐블 - Quiet Storm[2]
- 2009년 6월 9일 언터쳐블 - Untouchable Mini Album 1st
- 2009년 10월 13일 시크릿 - [Digital Single] I Want You Back[3]
- 2009년 12월 11일 언터쳐블 - [Digital Single] 메리 크리스마스
- 2009년 12월 15일 송지은 - [Digital Single] 어젠

## 2010년대
- 2010년 2월 4일 언터쳐블 - Untouchable Mini Album 2nd
- 2010년 4월 1일 시크릿 - Secret Time
- 2010년 6월 15일 언터쳐블 - [Digital Single] 회전목마
- 2010년 8월 12일 시크릿 - Madonna
- 2010년 11월 18일 언터쳐블 - [Digital Single] Jiggy Get Down[4]
- 2010년 12월 2일 언터쳐블 - Who`s HOT
- 2010년 12월 30일 언터쳐블 - Untouchable 3rd Mini Album
- 2011년 1월 6일 시크릿 - [Digital Single] 샤이보이
- 2011년 3월 3일 송지은 - [Digital Single] 미친거니
- 2011년 5월 4일 언터쳐블 - [Digital Single] YOU YOU
- 2011년 6월 1일 시크릿 - [Digital Single] 별빛달빛
- 2011년 6월 10일 언터쳐블 - 신의 퀴즈 2 OST Part.1[5]
- 2011년 8월 12일 방용국 - [Digital Single] I Remember[6]
- 2011년 10월 18일 시크릿 - Moving In Secret
- 2011년 12월 2일 방용국, 젤로 - [Digital Single] Bang & Zelo[7]
- 2012년 1월 19일 송지은 - 부탁해요 캡틴 OST Part.2
- 2012년 1월 26일 B.A.P - WARRIOR
- 2012년 12월 27일 한선화, 영재 - [Digital Single] 다 예뻐
- 2012년 4월 27일 B.A.P - POWER
- 2012년 7월 10일 B.A.P - [Digital Single] Goodbye[8]
- 2012년 7월 19일 B.A.P - NO MERCY
- 2012년 8월 29일 B.A.P - [Digital Single]대박사건
- 2012년 9월 13일 시크릿 - POISON
- 2012년 10월 23일 B.A.P - [Digital Single] 하지마
- 2012년 12월 4일 시크릿 - [Digital Single] TALK THAT
- 2013년 1월 15일 B.A.P - [Digital Single] 빗소리[9]
- 2013년 2월 12일 B.A.P - ONE SHOT
- 2013년 4월 30일 시크릿 - Letter Of Secret
- 2013년 6월 28일 B.A.P - [Digital Single] Coffee Shop[10]
- 2013년 7월 12일 언터쳐블 - [Digital Single] CALL ME[11]
- 2013년 7월 17일 B.A.P - [Digital Single] Hurricane[12]
- 2013년 8월 6일 B.A.P - BADMAN
- 2013년 7월 25일 시크릿 - TalesWeaver Episode 3.Resonance OST (Part.1)
- 2013년 9월 30일 송지은 - [Digital Single] 희망고문
- 2013년 11월 11일 언터쳐블 - TRIP
- 2013년 12월 9일 시크릿 - Gift From Secret
- 2014년 2월 3일 B.A.P - First Sensibility
- 2014년 2월 6일 시크릿 - I Do I Do
- 2014년 3월 17일 송지은 - 신의 선물 - 14일 OST
- 2014년 3월 24일 송지은, 전효성, 대현 - 음악여행 예스터데이 6회[13]
- 2014년 4월 2일 B.A.P - No Mercy
- 2014년 5월 12일 전효성 - TOP SECRET
- 2014년 6월 3일 B.A.P - 어디니?뭐하니?
- 2014년 6월 10일 B.A.P - [Digital Single] B.A.P Unplugged 2014
- 2014년 6월 24일 언터쳐블 - [Digital Single] TAKE OUT
- 2014년 8월 11일 시크릿 - SECRET SUMMER
- 2014년 9월 24일 송지은 - [Digital Single] 쳐다보지마[14]
- 2014년 10월 14일 송지은 - 25
- 2014년 11월 7일 언터쳐블 - [Digital Single] 길이 보여[15]
- 2014년 11월 19일 B.A.P - Best. Absolute. Perfect
- 2014년 12월 3일 언터쳐블 - [Digital Single] Clockwork[16]
- 2014년 12월 29일 소나무 - Deja Vu
- 2015년 1월 16일 언터쳐블 - [Digital Single] Cigarette & Liquor
- 2015년 1월 27일 송지은 - 빛나거나 미치거나 OST Part.2
- 2015년 2월 24일 언터쳐블 - [Digital Single] Mask On[17]
- 2015년 3월 18일 언터쳐블 - HEllVEN
- 2015년 4월 6일 방용국 - [Digital Single] AM 4:44
- 2015년 5월 7일 전효성 - FANTASIA
- 2015년 5월 22일 젤로 - [Digital Single] No-Title
- 2015년 6월 16일 송지은, 슬리피 - [Digital Single] 쿨밤
- 2015년 6월 30일 송지은 - 썸남썸녀 OST Part.2[18]
- 2015년 7월 20일 소나무 - CUSHION
- 2015년 8월 19일 디액션- [MIX TAPE] 콜록(COLOCK)
- 2015년 9월 4일 디액션 - [MIX TAPE] 압박해(Feat.차붐)
- 2015년 9월 7일 디액션 - [MIX TAPE] 씻김굿
- 2015년 10월 20일 슬리피 - [Digital Single] F/W
- 2015년 11월 16일 B.A.P - MATRIX
- 2015년 11월 17일 언터쳐블 - SBS MTV 매시업 K-Pop Remix 제1탄[19]
- 2016년 1월 20일 디액션 - [Digital Single] Check It Out
- 2016년 1월 30일 방용국 - [Digital Single] X
- 2016년 2월 22일 B.A.P - CARNIVAL
- 2016년 3월 28일 전효성 - 물들다: Colored
- 2016년 4월 12일 슬리피 - [Digital Single] Body Lotion
- 2016년 6월 29일 소나무 - 넘나 좋은 것
- 2016년 7월 19일 디액션 - [Digital Single] 억만장자
- 2016년 7월 27일 민재 - [Digital Single] 아이돌보컬리그 - 걸스피릿 EPISODE 02[20]
- 2016년 8월 8일 B.A.P - [Digital Single] Put'em Up
- 2016년 8월 17일 슬리피 - [Digital Single] 내가 뭘 잘못했는데
- 2016년 9월 14일 민재 - [Digital Single] 아이돌보컬리그 - 걸스피릿 EPISODE 09[21]
- 2016년 9월 20일 송지은 - Bobby Doll
- 2016년 9월 29일 종업 - [Digital Single] Now
- 2016년 10월 20일 슬리피 - 노래의 탄생 TRACK 3[22]
- 2016년 11월 7일 B.A.P - NOIR
- 2016년 12월 7일 소나무 - 더 미라클 OST Part.1
- 2016년 12월 9일 슬리피 - [Digital Single] Oh Yeah
- 2017년 1월 9일 소나무 - [Digital Single] 나 너 좋아해?
- 2017년 3월 7일 B.A.P - [Digital Single] ROSE
- 2017년 3월 12일 소나무 - [Digital Single] 싱포유 - 여섯번째이야기 너와 나의 연결고리
- 2017년 3월 13일 전효성 - 완벽한 아내 OST Part.2
- 2017년 3월 17일 슬리피 - [Digital Single] 듀엣가요제 44회[23]
- 2017년 3월 28일 송지은 - [Digital Single] Tell Me
- 2017년 4월 18일 송지은 - 애타는 로맨스 OST Part.1[24]
- 2017년 4월 27일 슬리피 - [Digital Single] Beautiful Life
- 2017년 6월 8일 대현,종업 - [Digital Single] Party Baby
- 2017년 6월 14일 디애나 - 아이돌 드라마 공작단 OST Part.2[25]
- 2017년 7월 4일 방용국 - [Digital Single] 야마자키
- 2017년 8월 14일 소나무 - [Digital Single] HAPPY BOX Part.1
- 2017년 8월 27일 슬리피 - [Digital Single] 판타스틱 듀오 2 Part.13[26]
- 2017년 9월 2일 슬리피 - 쇼미더머니 6 Episode 5[27]
- 2017년 9월 5일 B.A.P - [Digital Single] Blue
- 2017년 9월 10일 슬리피 - [Digital Single] 맘대로
- 2017년 10월 10일 TRCNG - NEW GENERATION
- 2017년 10월 13일 의진 - [Digital Single] THE UNI+ 마이턴 (My Turn)[28]
- 2017년 10월 27일 의진 - [Digital Single] THE UNI+ Shine[29]
- 2017년 11월 6일 소나무 - [Digital Single] HAPPY BOX Part.2
- 2017년 11월 13일 영재,종업 - [Digital Single] Fly Day[30]
- 2017년 11월 18일 슬리피 - [Digital Single] 플라시보
- 2017년 12월 13일 B.A.P - [Digital Single] Ego
- 2018년 1월 2일 TRCNG - [Digital Single] WHO AM I
- 2018년 1월 20일 의진 - [Digital Single] THE UNI+ G STEP 1
- 2018년 2월 10일 의진 - [Digital Single] THE UNI+ FINAL
- 2018년 3월 2일 슬리피 - Identity
- 2018년 4월 4일 TRCNG - [Digital Single] SPECTRUM
- 2018년 7월 25일 TRCNG - [Digital Single] GAME CHANGER
- 2018년 8월 24일 슬리피 - [Digital Single] 잠겨[31]
- 2018년 11월 3일 민재 - 나는 길에서 연예인을 주웠다 OST Part.2
- 2018년 11월 4일 영재,종업,젤로 - THE RECOLLECTION
- 2018년 11월 28일 B.A.P - [Japan] B.A.P 더 베스트-재패니즈 버전
- 2018년 12월 1일 대현 - [Digital Single] Baby
- 2018년 12월 1일 하이디 - 커피야 부탁해 OST Part.2
- 2018년 12월 8일 슬리피 - [Digital Single] 핵인싸
- 2018년 12월 15일 TRCNG - 피어나 OST Part.2
- 2019년 5월 17일 TRCNG - [Digital Single] Paradise[32]
- 2019년 8월 5일 TRCNG - [Digital Single] RISING
- 2019년 9월 26일 소나무 - 레전더리: 게임 오브 히어로즈 OST

## 2020년대
- 2020년 11월 10일 하이디 - [Digital Single] 어차피 헤어진 사이[33]
- 2021년 4월 6일 민재 - 턴더스트릿 OST Part.1